# جاي جاي بروجكت
جاي جاي بروجكت هما ثنائي بوب من كوريا الجنوبية مكونة من عضوين وهم JB وبارك جين يونغ كان أول ظهور لهم بأغنية بونس في 22 مايو 2012 .

## التاريخ

### قبل الظهور
في سنة 2009 شارك JB و بارك جين يونغ في اختبارات شركة جاي واي بي إنترتينمنت و مع مهاراتهم في الرقص الإستثنائية تم اختيارهم لينضموا إلى شركة جاي واي بي إنترتينمنت كمتدربين، خلال أيام التدريب ظهر كل منهما في الفيديو الموسيقي لأغنية Tasty San للمغني San E 

في عام 2012 شارك كل منهما في التمثيل في دراما الحلم السامي الجزء الثاني.

### 2012: الظهور معبونس
في 8 مايو قامت شركة جاي واي بي إنترتينمنت بإنشاء موقع لفرقة جاي جاي بروجكت و صفحة في الفيسبوك واليوتيوب و كشفت عن دعاية تدعى JJ Project Slot Machine كثير من الناس توقع أن يكون هذا الفيديو للثنائي JB و JR وقد تم تأكيد ذلك في وقت لاحق، ثم في 9 مايو تم الكشف عن دعاية أخرى بأسم JYP 007 و في 13 مايو أصدرت الدعاية الثالثة بعنوان Time 2 JJ , في 14 مايو تم الكشف عن غلاف ألبوم بونس و في 15 مايو تم فتح حساب للفرقة و الأعضاء في التويتر وتم إطلاق الفيديو الموسيقي لأغنية بونس في 19 مايو، وقد أحتلت الأغنية المرتبة العاشرة في iTunes وقد حصل الفيديو الموسيقي على مليون مشاهدة في أول يوم من صدوره.

### الأعضاء
| الأسم | تاريخ الميلاد | الموقع في الفرقة           |
| ----- | ------------- | -------------------------- |
| JB    | 6\1\1994      | القائد و المغني الرئسي     |
| JR    | 22\9\1994     | المغني الفرعي و مغني الراب |

## الأعمال

### الألبومات
2012: بونس
2012 : NaNaNa
2017 : فيرس 2

### الحفلات
2012 : JYP Nation في اليابان 

2012 : JYP Nation في كوريا
2012 : حفل Wonder World في سنغافورة.
2012 : حفل MOA في فيتنام.

## روابط خارجية
- جاي جاي بروجكت على موقع ميوزك برينز (الإنجليزية)
- جاي جاي بروجكت على موقع ديسكوغز (الإنجليزية)